# قائمة الشركات في السودان
السودان، الاسم الرسمي جمهورية السودان ، هي دولة في شمال أفريقيا.
في عام 2010، كان السودان يعتبر الاقتصاد السابع عشر الأسرع نموًا  في العالم وذلك للتطور السريع في اقتصاد البلاد نتيجة لارباح النفط رغم وجود البلاد تحت العقوبات الدولية.
أشارت صحيفة نيويورك تايمز في مقالة عام 2006. انه وبسبب انفصال جنوب السودان، والذي أخذ معه أكثر من 80% من حقول النفط السودانية، حيث جعل التوقعات الاقتصادية للسودان في عام 2011 وما بعده غير مؤكدة.

## ابرز الشركات في السودان
تتضمن هذه القائمة الشركات البارزة التي يقع مقرها الرئيسي في البلد.حيث تتبع هذة الشركات لقطاع الصناعة حيث تصنف كشركات صناعية خاضعه للمواصفات الصناعية والمقايير والمعايير الخاصة بالقطاع. يتم تضمين المنظمات التي أوقفت عملياتها واعتبرتها غير فعالة.
| اسم الشركة                  | الصناعة     | القطاع             | المكتب الرئيسي | تاريخ التأسيس | ملاحظات                             |
| --------------------------- | ----------- | ------------------ | -------------- | ------------- | ----------------------------------- |
| اير ويست                    | خدمات جمهور | خطوط جويه          | الخرطوم        | 1992          | خطوط جويه                           |
| بنك الشمال الإسلامي         | قطاع المال  | بنوك               | الخرطوم        | 1983          | بنك اسلامي                          |
| عزة للنقل                   | صناعي       | خدمات توصيل        | الخرطوم        | 1993          | شركه شحن جوي                        |
| بدر للطيران                 | خدمات جمهور | خطوط جويه          | الخرطوم        | 2004          | خطوط جويه                           |
| بنك الخرطوم                 | قطاع المال  | بنوك               | الخرطوم        | 1913          | بنك                                 |
| بنك السودان المركزي         | قطاع المال  | بنوك               | الخرطوم        | 1960          | البنك المركزي                       |
| اتحاد بلو بيرد              | خدمات جمهور | خطوط جويه          | الخرطوم        | 1989          | خطوط جويه اقليمية                   |
| دوف للخدمات الجوية          | خدمات جمهور | خطوط جويه          | الخرطوم        | 2007          | خطوط جويه اقليمية                   |
| شركة النيل الكبري للبترول   | غاز وبترول  | تنقيب واستخراج نفط | الخرطوم        | 1997          | التنقيب عن البترول واستخراجة        |
| قرين فلاق للطيرات           | خدمات جمهور | خطوط جويه          | الخرطوم        | 1992          | خطوط جويه                           |
| جوبا للشحن الجوي            | صناعي       | خدمات توصيل ونقل   | الخرطوم        | 1996          | شركه شحن جوي                        |
| مارسلاند للطيران            | خدمات جمهور | خطوط جويه          | الخرطوم        | 2001          | خطوط جوية توقفت 2013                |
| ميد للطيران                 | خدمات جمهور | خطوط جويه          | الخرطوم        | 2002          | Charter airline                     |
| اتحاد التصنيع الحربي        | صناعي       | دفاع               | الخرطوم        | 1993          | State-owned defense                 |
| البنك الأهلي السوداني       | قطاع المال  | بنوك               | الخرطوم        | 1983          | Private bank                        |
| نوفا للطيران                | غاز وبترول  | خطوط جويه          | الخرطوم        | 2000          | Passenger airline                   |
| بيترودال                    | غاز وبترول  | تنقيب واستخراج نفط | الخرطوم        | 2001          | التنقيب عن البترول واستخراجة        |
| اتحاد مشغلي المينا البحري   | صناعي       | خدمات نقل          | بورتسودان      | 1974          | تشغيل ميناء بحري                    |
| النجمه الجنوبيه للطيران     | خدمات جمهور | خطوط جويه          | جوبا           | 2011          | خطوط جوية توقفت 2011                |
| الخطوط الجوية السودانية     | خدمات جمهور | خطوط جويه          | الخرطوم        | 1946          | خطوط الجوية الوطنية (الناقل الوطني) |
| شركة مصفاة الخرطوم المحدودة | غاز وبترول  | تنقيب واستخراج نفط | الخرطوم        | 1997          | التنقيب عن البترول واستخراجة        |
| سوداتل                      | إتصالات     | اتصالات جواله      | الخرطوم        | 2009          | شبكه هاتف محمول                     |
| سودابك                      | غاز وبترول  | تنقيب واستخراج نفط | الخرطوم        | 2003          | التنقيب عن البترول واستخراجة        |
| سودابت                      | غاز وبترول  | تنقيب واستخراج نفط | الخرطوم        | 1997          | بترول مملوك للدولة                  |
| سوداتل                      | إتصالات     | خطوط اتصالات ارضية | الخرطوم        | 1993          | اتصالات                             |
| صن اير                      | خدمات جمهور | خطوط جويه          | الخرطوم        | 2008          | خطوط جويه خاصة                      |
| تاركو للطيران               | خدمات جمهور | خطوط جويه          | الخرطوم        | 2009          | خطوط جويه                           |
| شركة النيل الابيض للبترول   | غاز وبترول  | التنقيب والتصنيع   | الخرطوم        | 2001          | التنقيب عن البترول واستخراجة        |
| زين السودان                 | إتصالات     | الاتصالات          | الخرطوم        | 1996          | شبكه هاتف محمول                     |

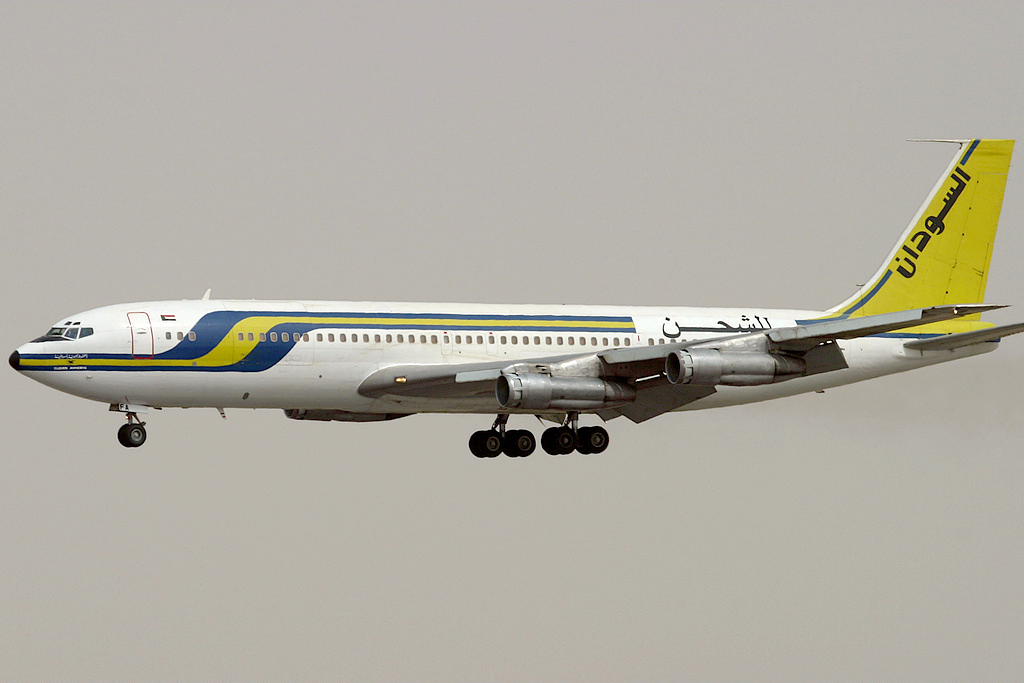
طائرة بوينج 707-320 سي تابعة للخطوط الجوية السودانية تقترب من مطار الشارقة الدولي عام 2006
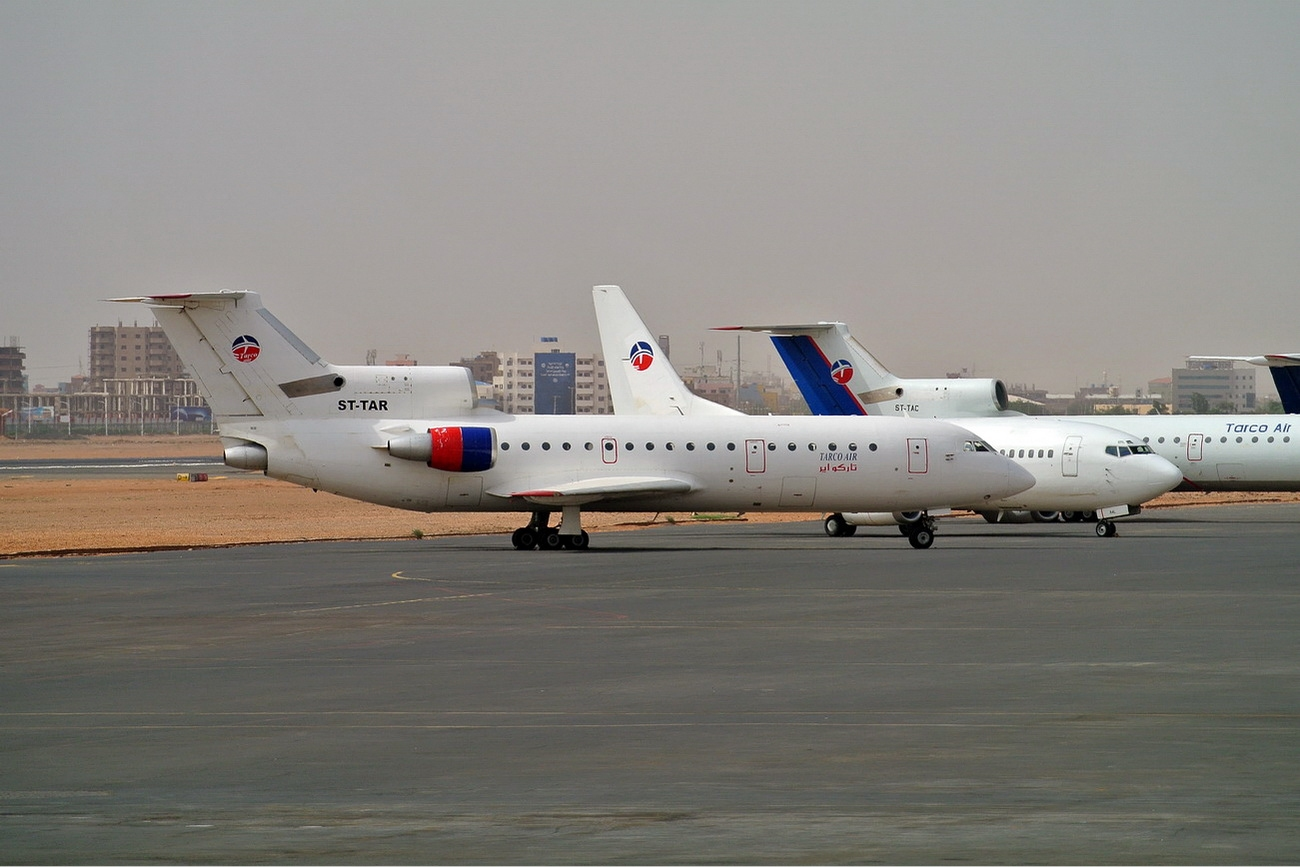
الخطوط الجوية تاركو ياكوفليف ياك 42D
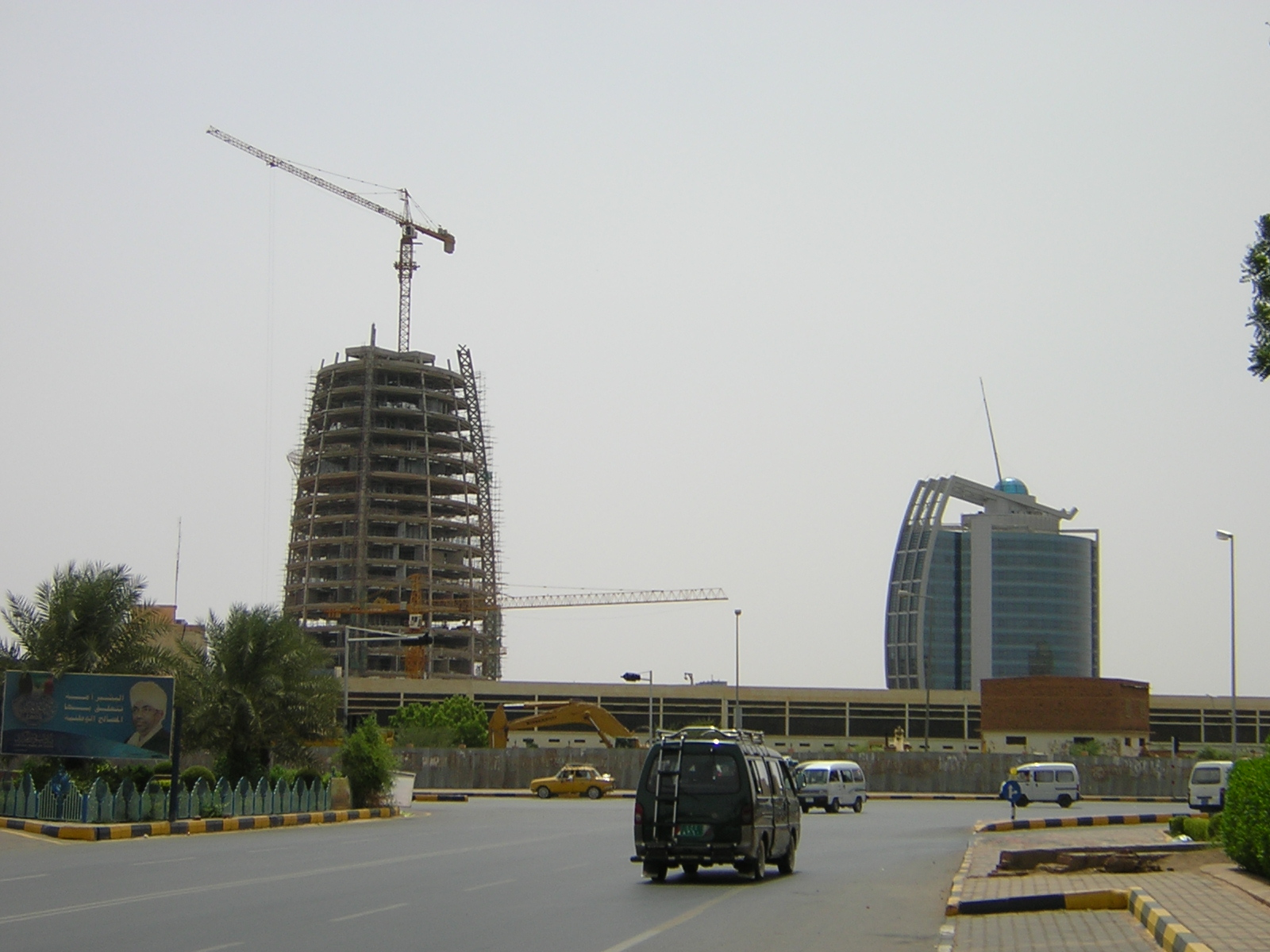
التنمية في الخرطوم .